# Karitane

La ville de Karitane est une localité de bord de mer, située dans les limites de la cité de Dunedin dans l’Île du Sud de la Nouvelle-Zélande.

## Situation
Elle est localisée à 35 kilomètres au nord du centre de la ville de Dunedin.
Installée près de l’embouchure du fleuve Waikouaiti, la ville est très populaire comme cité de vacances ou de retraite pour les habitants de Dunedin.

## Histoire
Tout près de la ville est située la péninsule de Huriawa (en) qui est le site d'un Pā, une fortification majeure de la période pré-européenne de la Nouvelle-Zélande, installée sur une position forte au niveau d’un promontoire rocheux juste au-dessus de la côte .

## Origine de Karitane: Plunket et sir Truby King
Le nom de Karitane est souvent associé pour les anciens Néo-zélandais avec le pionnier de la pédiatrie et de la psychiatrie: Sir Truby King (en), fondateur de la Plunket Society.
Le nom de Karitane a un écho particulier en Nouvelle-Zélande dans le cadre de nombreux produits et services en rapport avec l’enfance.
- La société Plunket a mis au point une série d’institutions de soins pour les nouveau-nés, connues à travers tout le pays sous le nom de Karitane Hospitals, qui ont commencé ici au niveau de la Truby King's house, nommée Kingscliff[1] , [2].
- un type de lait artificiel, nommé Karicare, maintenant fabriqué par la société Nutricia, ainsi que des marques anciennes comme Karilac et Kariol, produits par  la Karitane Products Society, nommé ainsi d’après le nom de la ville [2] , [3].

- Karitane Nurse, (historiquement) un type d’infirmière  en Nouvelle-Zélande, spécialisée dans les soins infantiles [2].

- Communauté Karitane, est un type de communauté de travailleurs en Nouvelle-Zélande spécialisés dans l’éducation familiale, tels que l’allaitement, la nutrition, le sommeil et le comportement de l’enfant [4].

- Karitane yellow, un nom informel pour les excréments des enfants, colorés en un jaune déplaisant[5].

Mais Truby King (en) travailla aussi à proximité pour la gestion de l’hôpital psychiatrique de Seacliff (en).

## Histoire

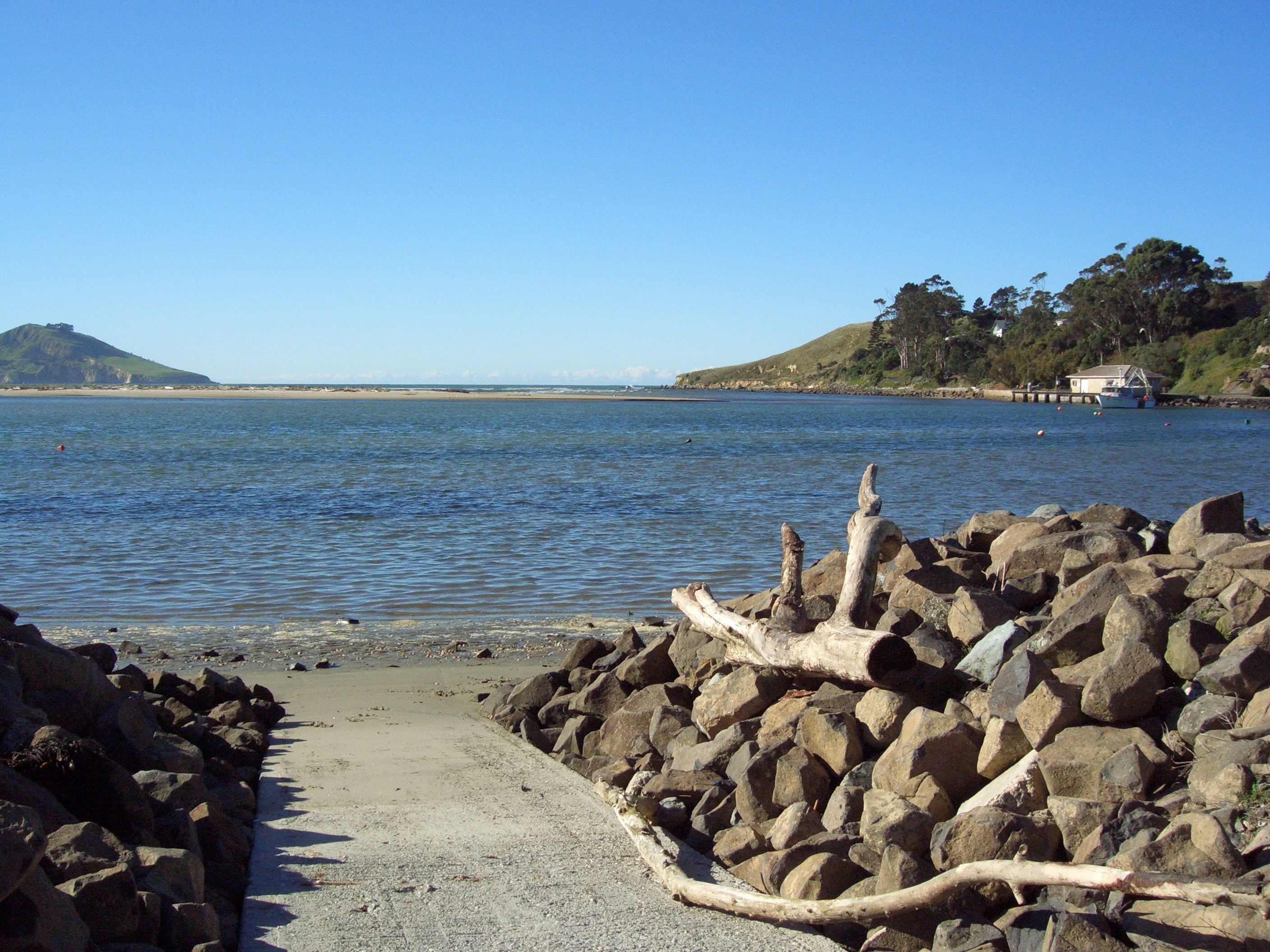
L’estuaire du fleuve Waikouaiti situé à Karitane, avec un quai pour la pèche et un canal, qui le relie à l’océan Pacifique à droite, la péninsule de Matanaka à gauche en arrière-plan

Le site de la ville actuelle de Karitane comprend celui du site Māori pré-européen : un kaik, ou village non défensif, où ils se rassemblaient pour la chasse aux moas géants dans la région.
Le site englobe aussi la péninsule d'Huriawa (en)  située sur la pointe adjacente, qui est aussi le siège d'un Pa ou village fortifié, donné dans la tradition orale comme étant l’objet de sièges multiples à la fin du XVIIe siècle et le début du XVIIIe siècle
Il fut connue sous le nom de Waikouaiti, mais le nom fut ensuite transféré à la ville de Waikouaiti, nom actuel du centre-ville, qui fut fondée par Johnny Jones (en) sous forme d’une structure agricole en 1840, sur la partie nord de l’estuaire.
En 1838, Jones acquit la station baleinière de Karitane, visant initialement les baleines franches australes et les baleines à bosse ( humpbacks), dont il résulta de la chasse intensive, une diminution importante de la population locale de ces espèces.
Après avoir envoyé des pionniers pour mette en place des installations agricoles, il envoya un missionnaire méthodiste pour se joindre à eux à partir de mai 1840, nommé James Watkin, le premier dans l’ Île du Sud, qui s’installa sa mission dans la station de Karitane.
Il vint là, à la fin de l’année 1842, avec sa femme et ses enfants dans le but de construire une maison.
En 1867, George O'Brien (en) a peint une vue mémorable s’étendant vers le  nord à partir du front de mer de Karitane, qui est maintenant au Musée des premiers colons d’Otago (en), de Dunedin.

## Galerie de photos

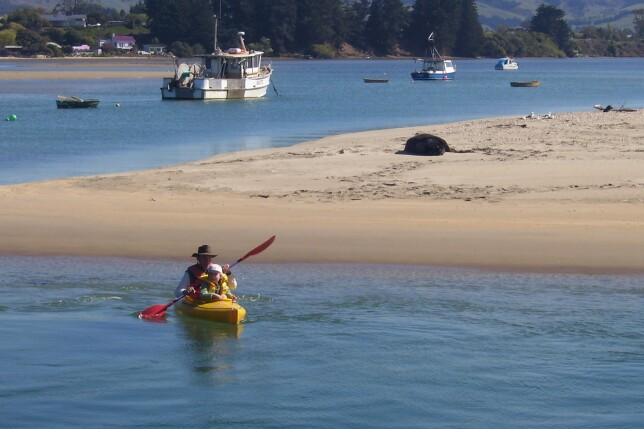
Kayakistes et un lion de mer de Nouvelle-Zélande se reposant dans le mouillage de Karitane Harbour
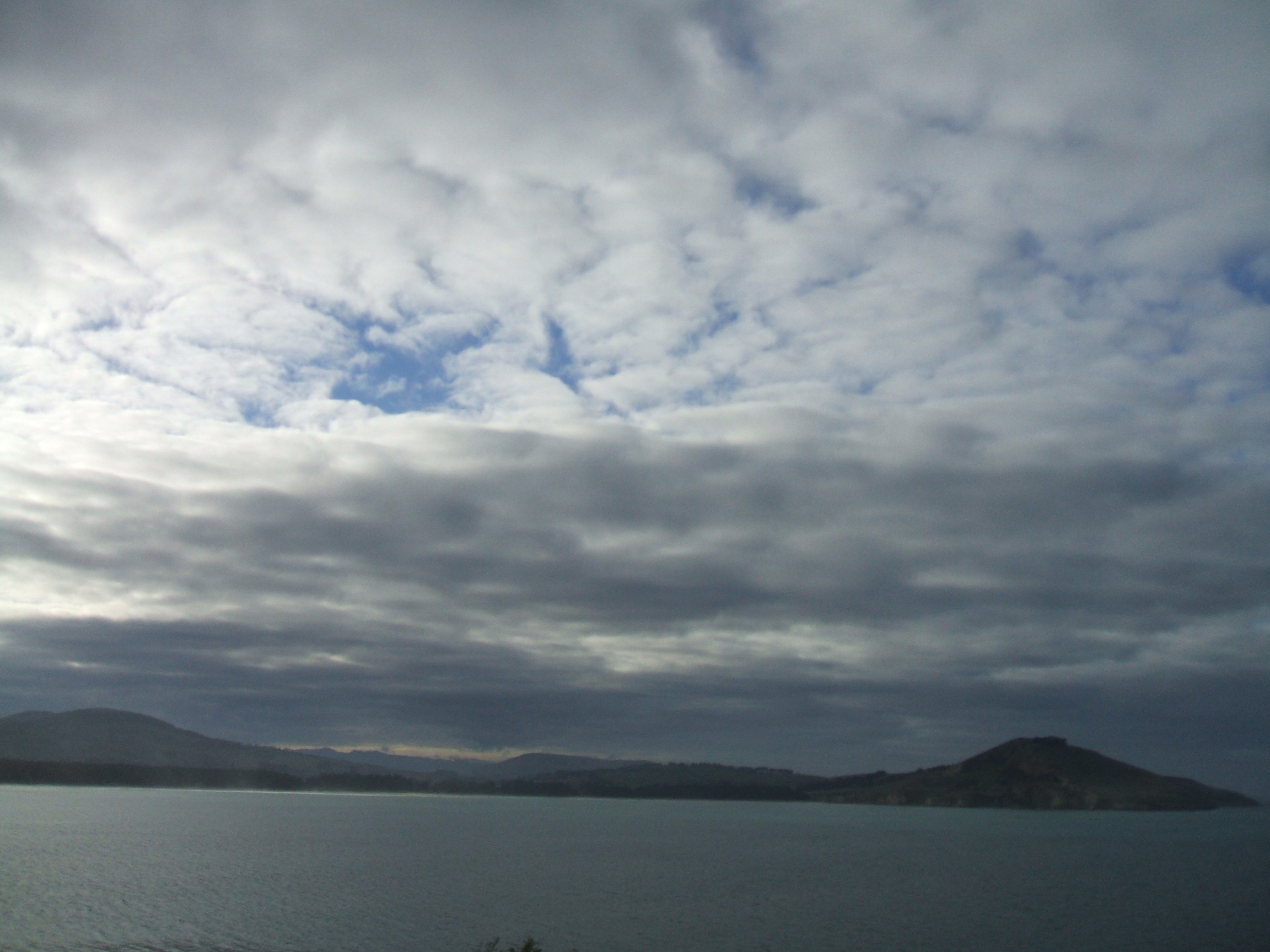
Vue de Karitane harbour et bord de mer un jour sombre et nuageux.